# Ermanno III di Weimar-Orlamünde
Ermanno III di Weimar-Orlamünde (1230 circa – 1283) fu un conte della linea collaterale dei Weimar-Orlamünde della stirpe degli Ascanidi.

## Biografia
Ermanno III era un figlio di Ermanno II di Weimar-Orlamünde e di Beatrice di Andechs-Merania. Con i suoi possedimenti della Franconia, Ermanno III, insieme al fratello Ottone III, succedette all'eredità di Ottone VIII di Merano attraverso sua madre. La sua residenza era il castello di Plassenburg. Dopo la morte di suo padre nel 1278, Ottone III ricevette Weimar e il castello di Plassenburg, mentre Ermanno III ricevette la contea di Orlamünde. Morì di peste nel 1283.

## Famiglia e figli
Sua moglie morì dopo il 1279. Essi ebbero:
- Elisabetta "la Vecchia" († prima del 24 marzo 1333); ∞ I: Hartmann di Lobdeburg-Arnshaugk († 20 febbraio 1289) ∞ II: Alberto "il Degenerato" († 20 novembre 1315);
- Ermanno V dal 1287 al 1312;
- Enrico III († dopo il 26. marzo 1354), suo successore come conte di Orlamünde; Irmgard di Schwarzburg († 13 luglio 1354);
- Elisabetta "la Giovane" († 17. marzo 1319), monaca nel monastero di Weissenfels.